# Świątynia Narajana w Changunarayan

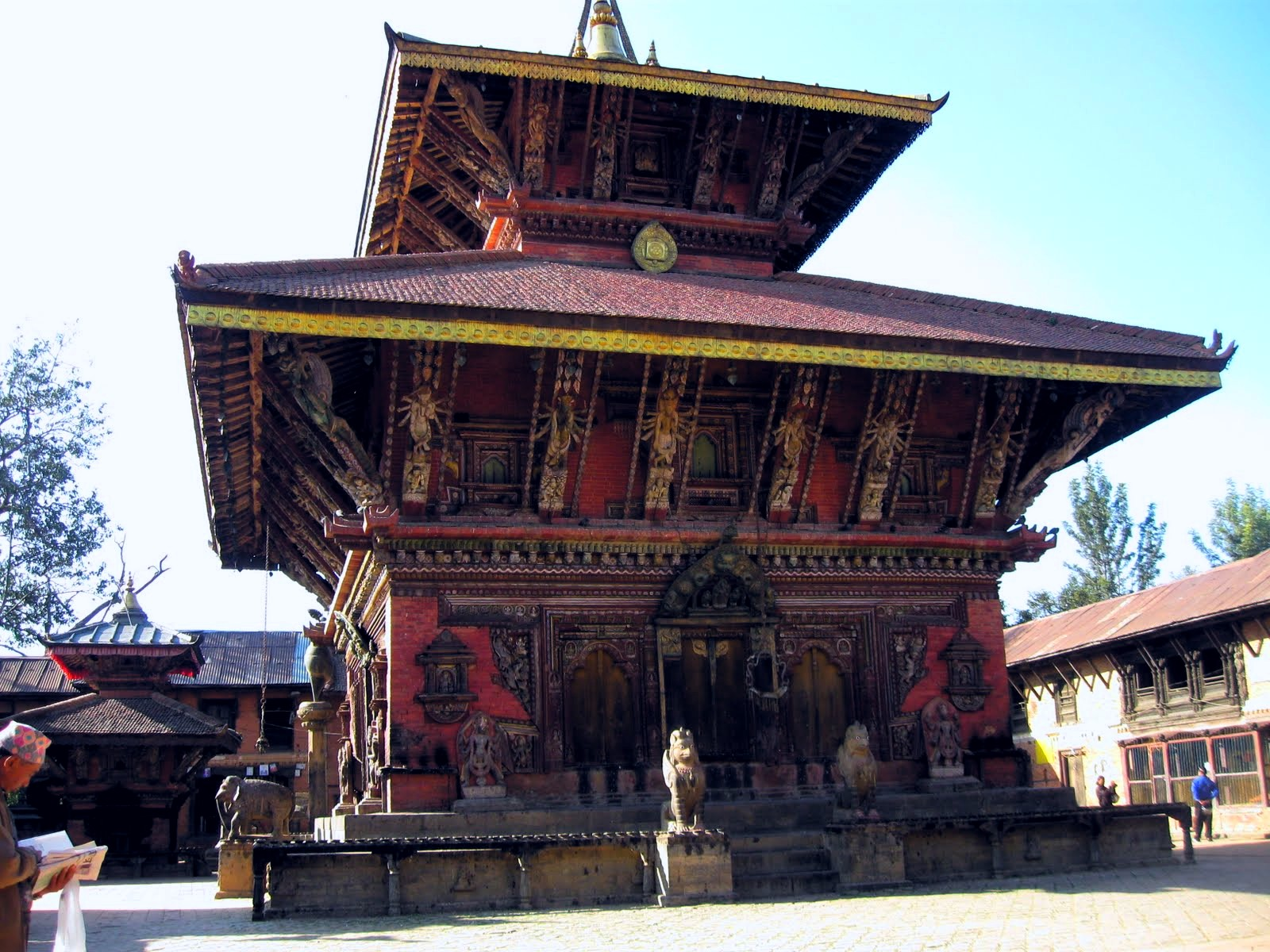
Widok na świątynię w Changunarayana i jej dziedziniec od strony głównego (zachodniego) wejścia

Świątynia Narajana w Changunarayan – świątynia hinduistyczna zlokalizowana w miejscowości  Changunarayan w strefie Bagmati w dystrykcie Bhaktapur w Nepalu.

## Historia
Przyjmuje się datowanie początku historii świątyni na IV wiek, na okres panowania w Kotlinie Katmandu dynastii Liććhawich. Założycielem mógł być król Haridattawarma panujący w I wieku. W 1702 r. po pożarze, miała miejsce istotna przebudowa.
Znamienne są: inskrypcja z 464 roku króla Manadewy I oraz filar z orłem Garudą.

## Patron
Centralną postacią w głównej świątyni jest Garuda Narayan: bóg  Narajana-Wisznu zasiadający na swojej wahanie, czyli orle o imieniu Garuda.

## Obiekty kultu
Głównej świątyni towarzyszą pomniejsze budowle oraz rzeźby:
- świątynia dziesięciu bogiń (Mahawidja), w tym murti Ćinnamasty
- świątynie zawierające lingamy Kileśwar i Badeśwar
- Ganeśa, Narasinha, Bhajrawa, Niteśwara
- Awolokiteśwara
- Wisznu w formach: Wikranta, Wiśwarupa[4], Wajkunta, Mahawisznu
- mandapa Wisznu

## Lokalizacja
Świątynia znajduje się na wzgórzu Doladri (1670 m n.p.m.), na północ od Bhaktapuru. Odległość 12 km od Kathmandu można pokonać komunikacją publiczną i wejść na dziedziniec od strony zachodniej. Użytkowane są jeszcze wejścia od strony północnej i wschodniej.

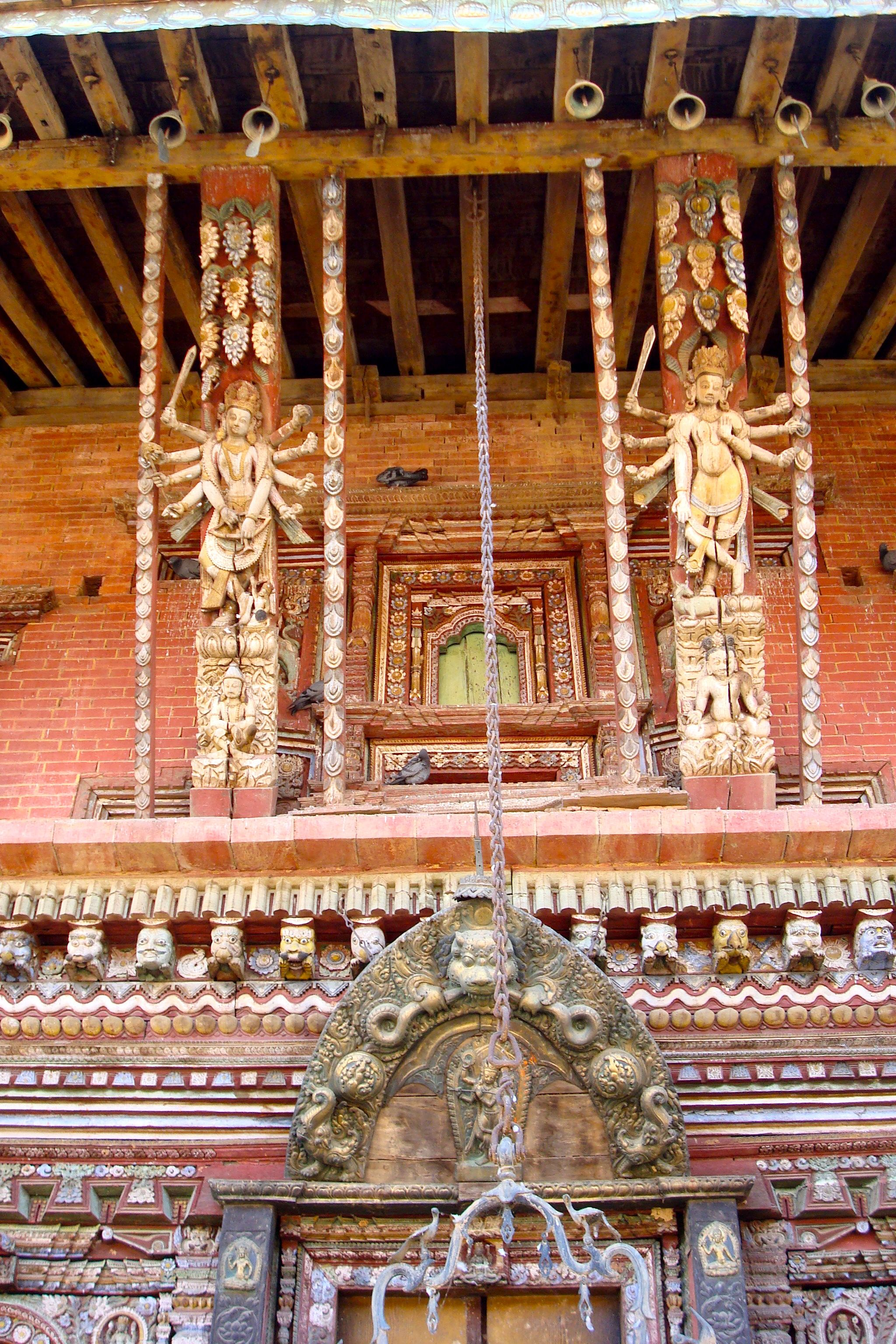
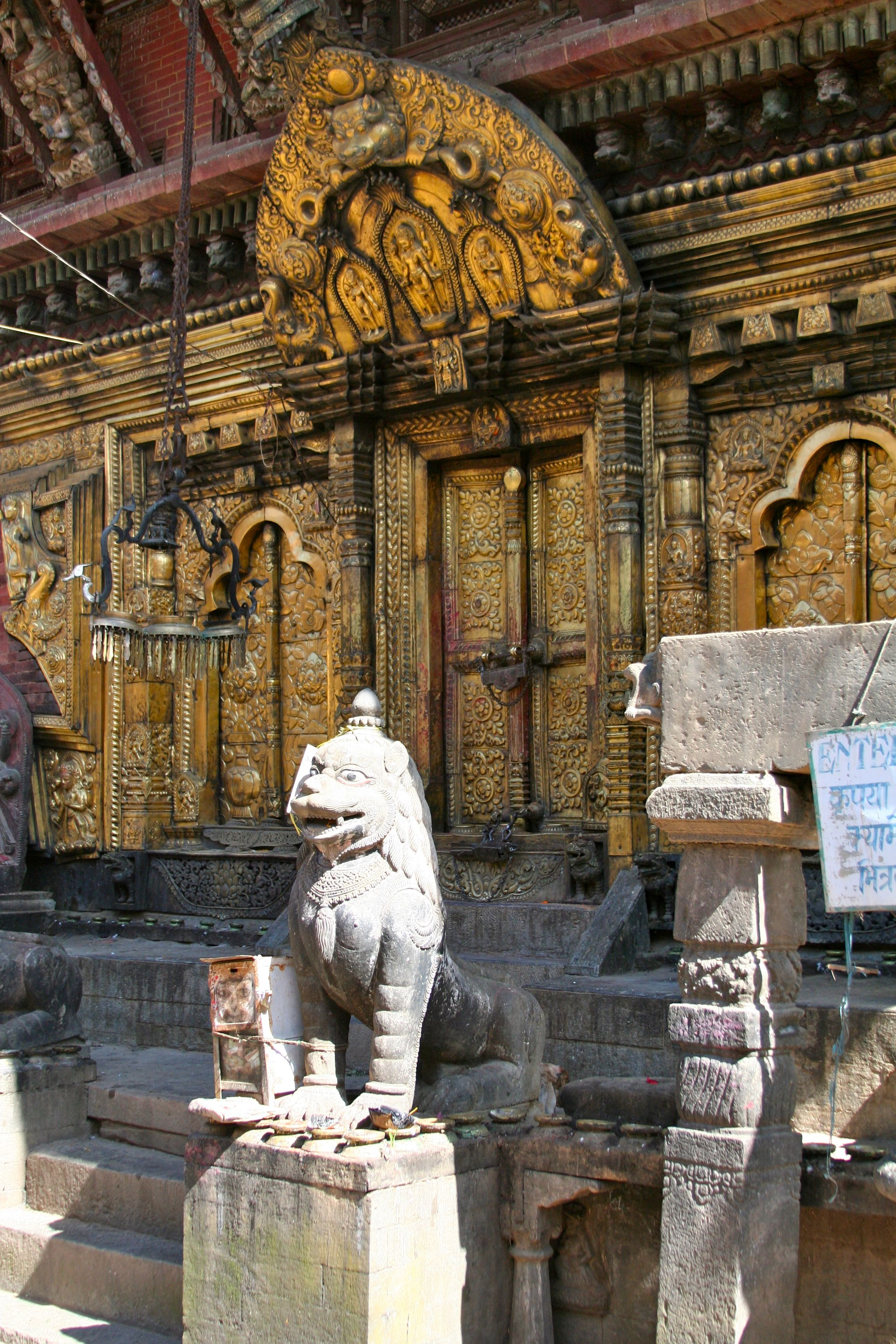
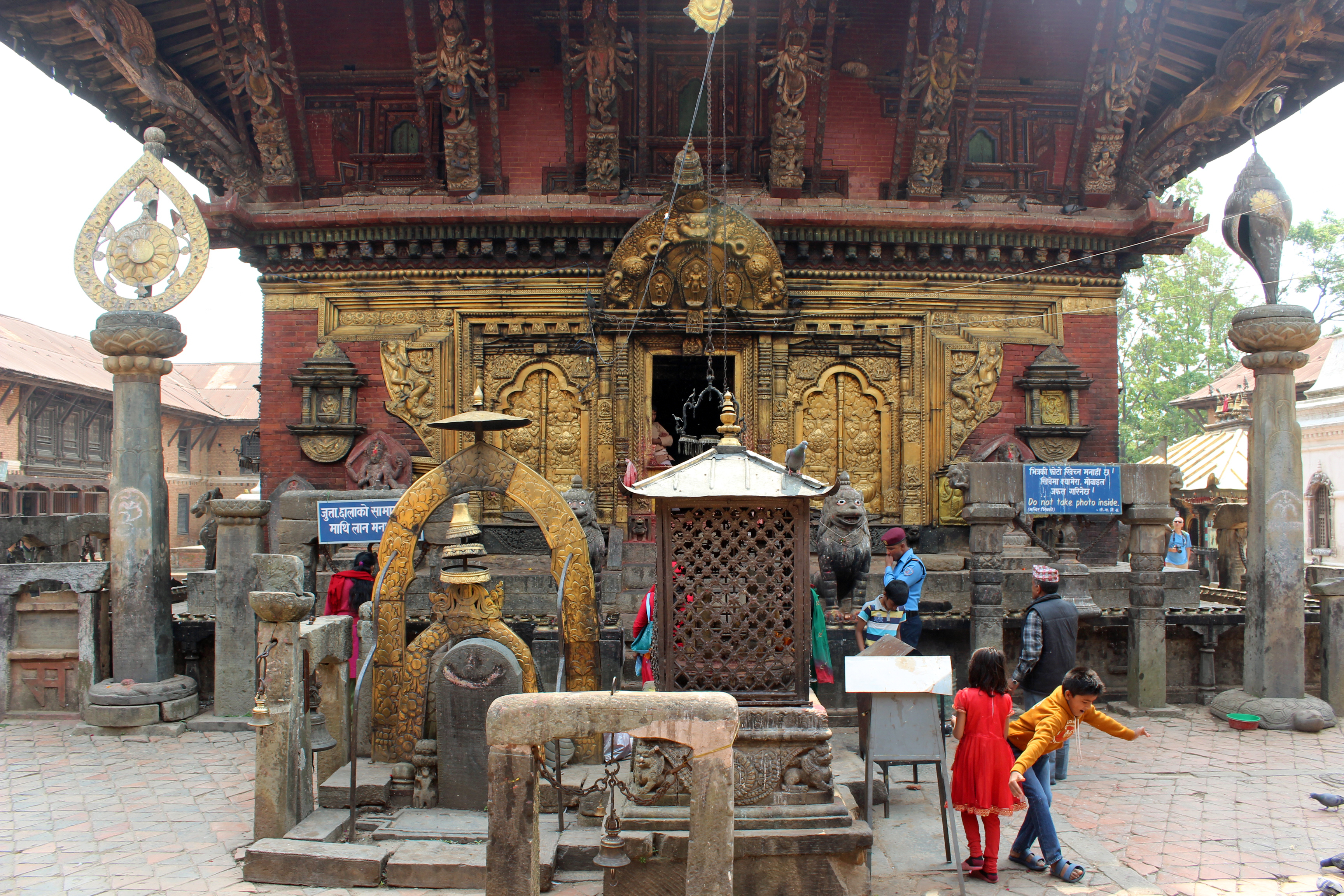
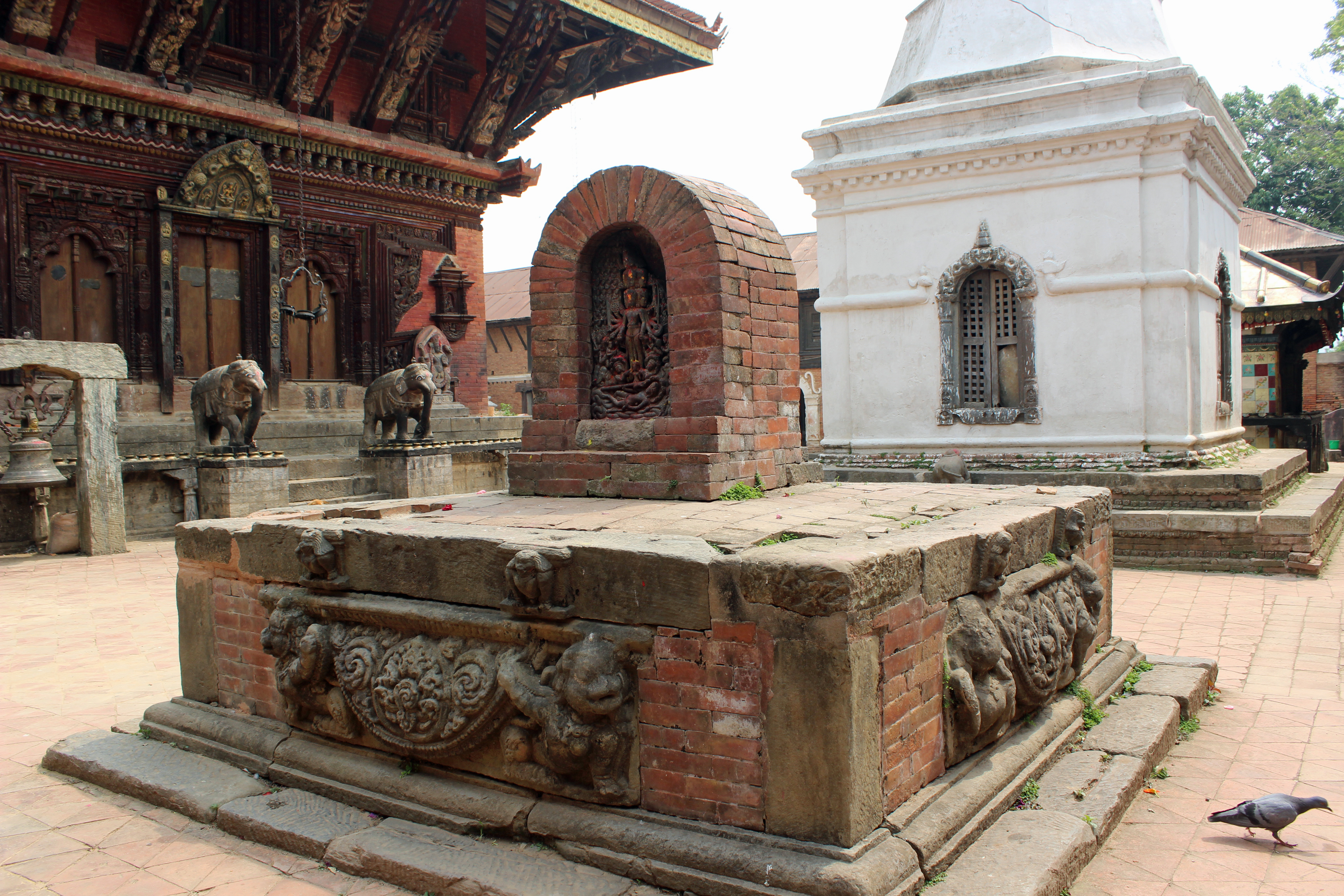
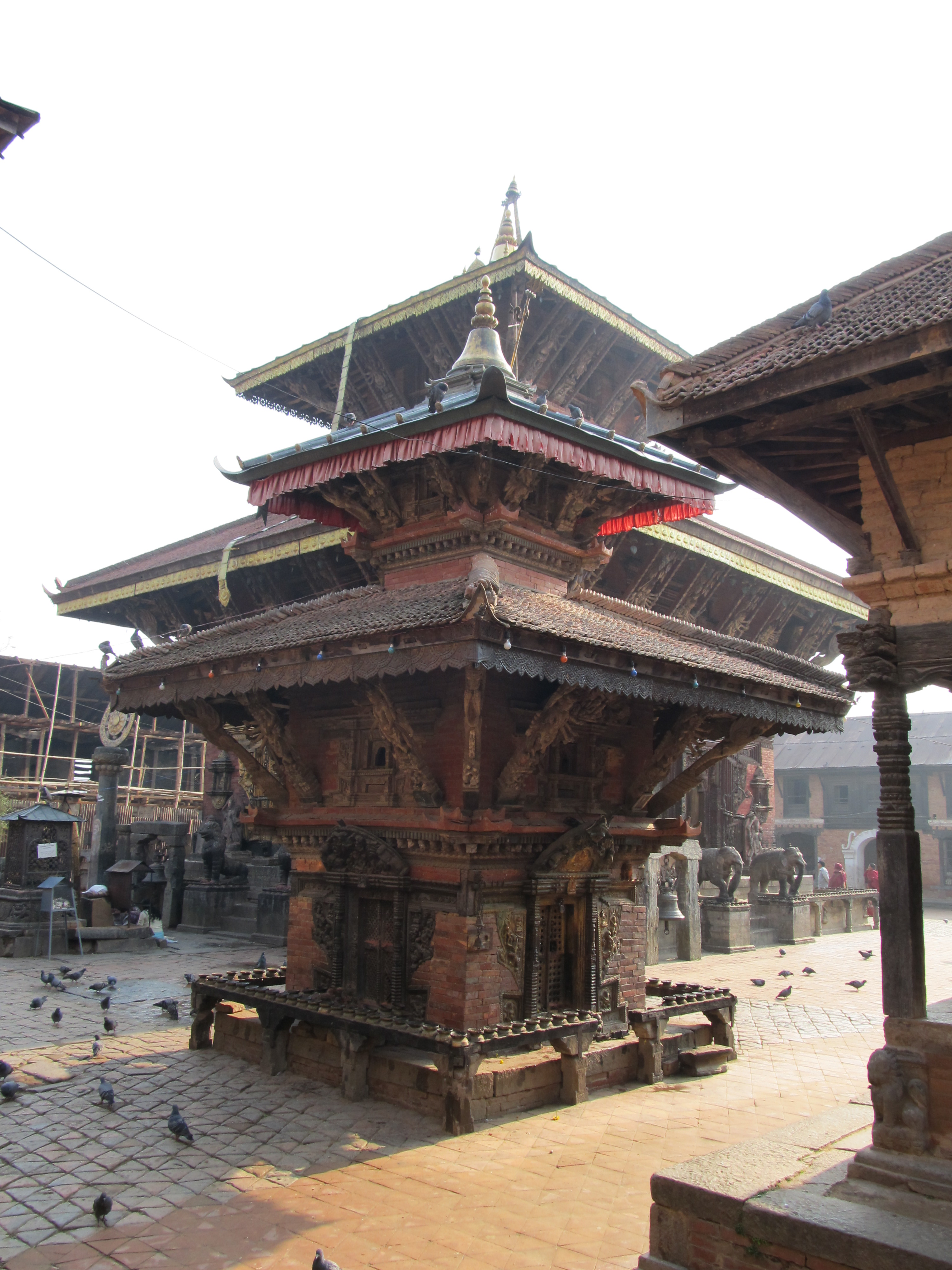
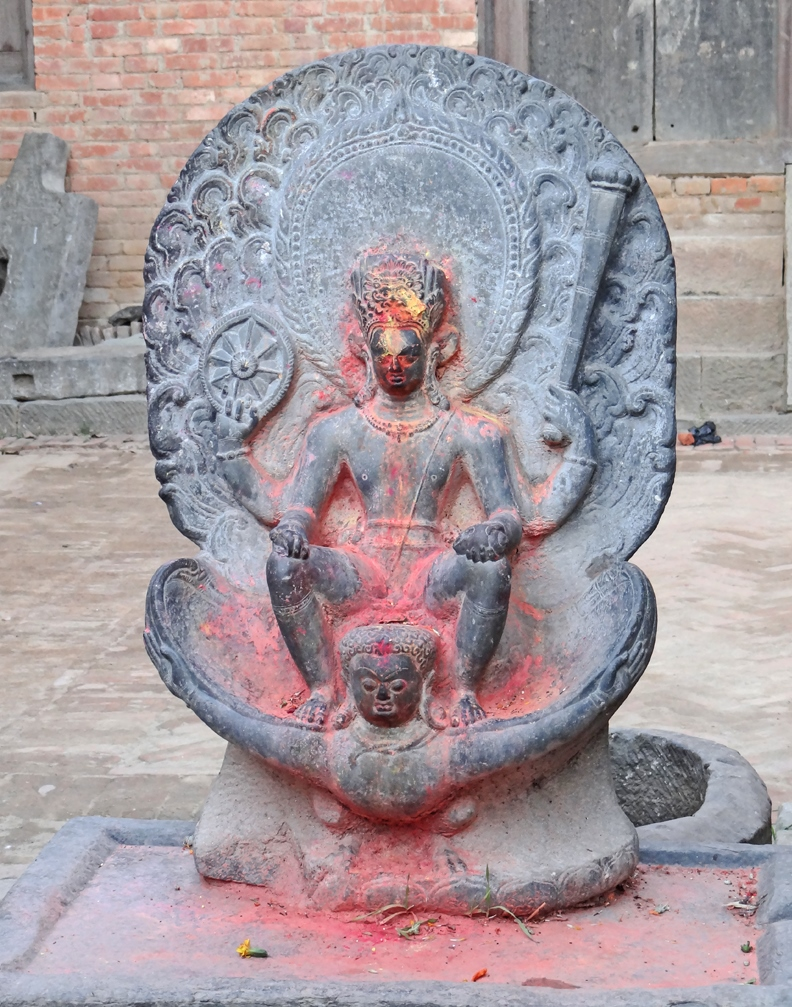
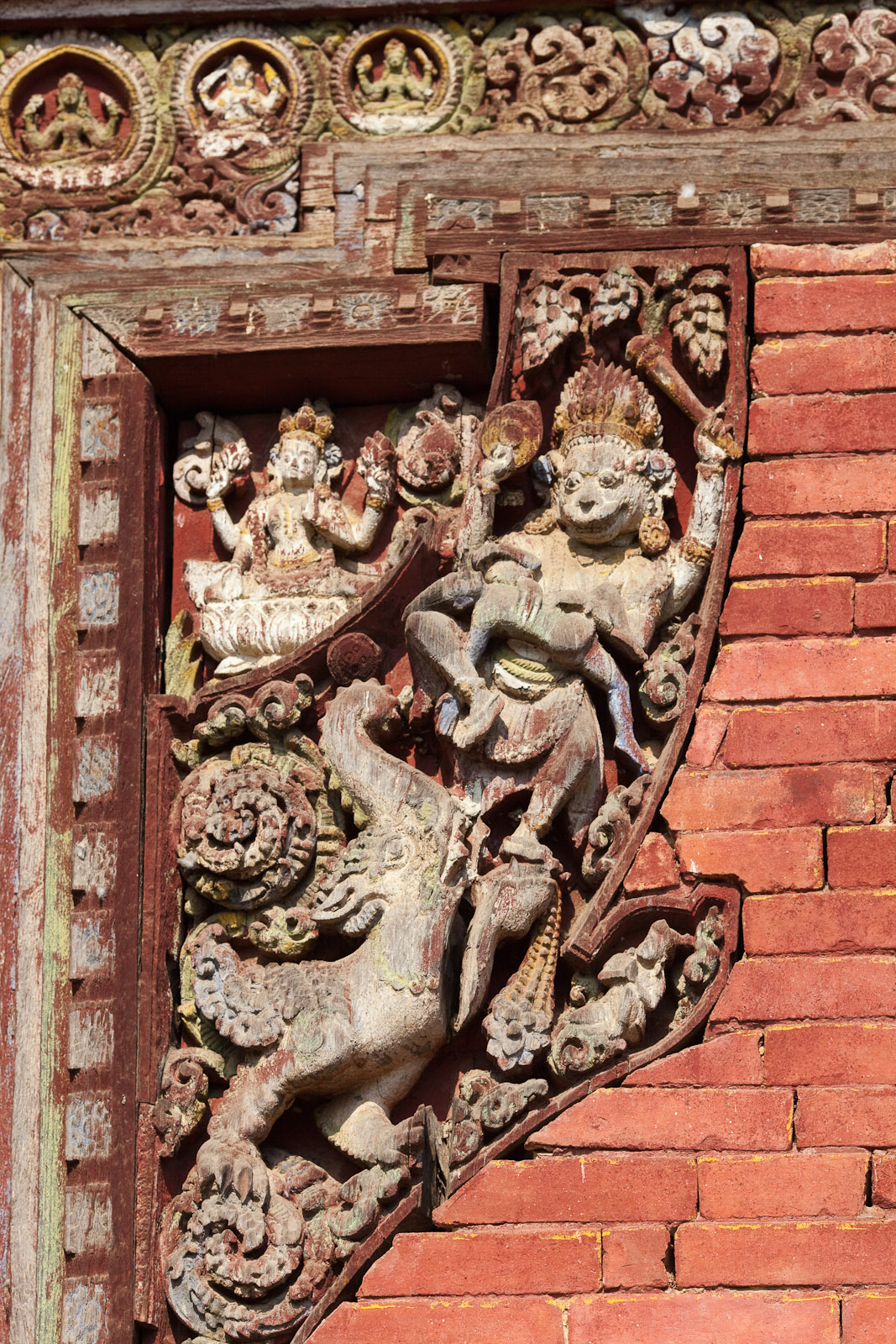
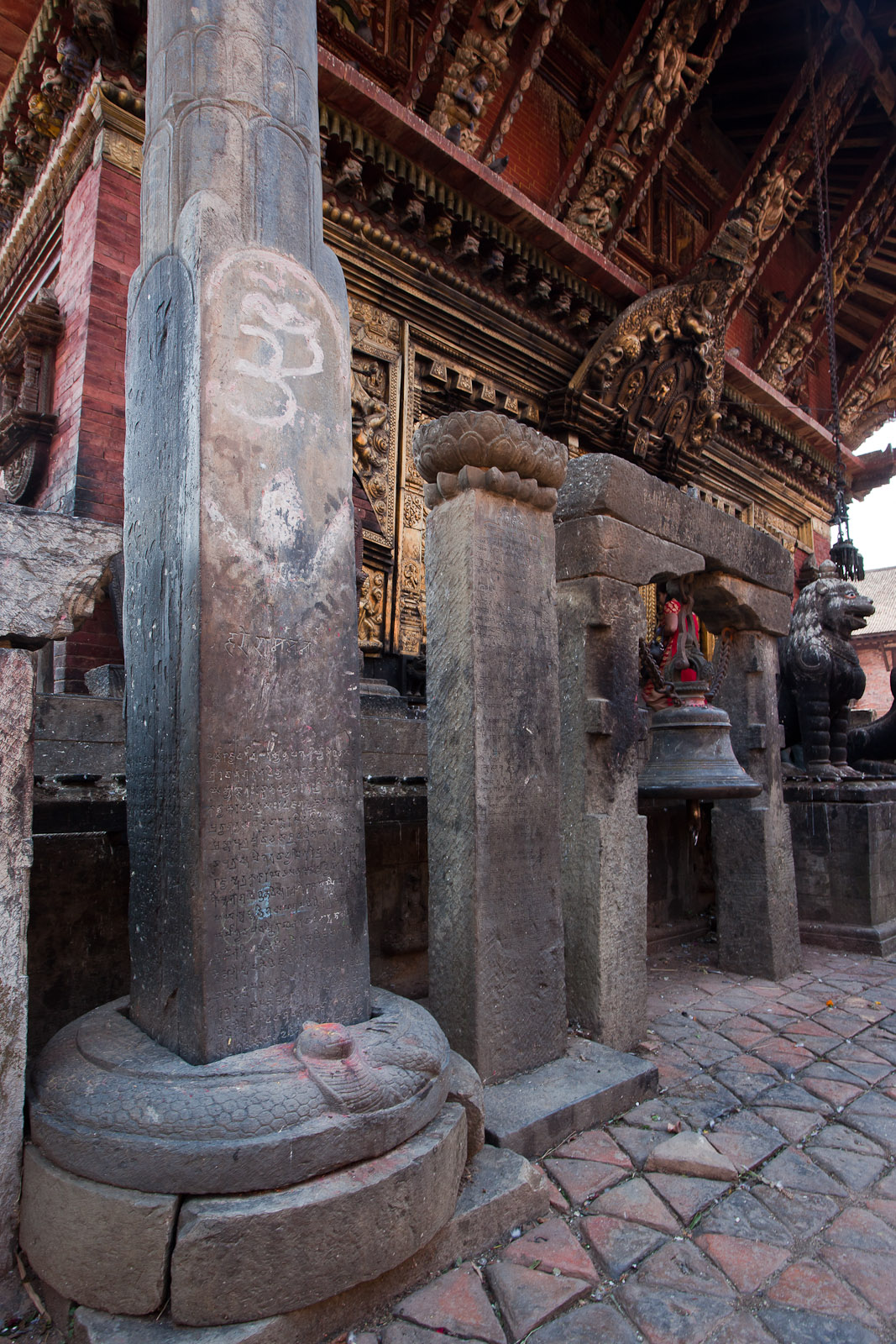
Manadevas Pillar